# Sadleria unisora
Sadleria unisora là một loài thực vật có mạch trong họ Blechnaceae. Loài này được (Baker) H. Christ miêu tả khoa học đầu tiên.